# Vanparys
Pour les articles homonymes, voir Van Parys.
Vanparys-Candihold est une entreprise de confiserie belge créée en 1889 par Felix Vanparys à Bruxelles, près du Sablon, et disparue en 2019. 
La société produisait des confiseries (c.-à-d. amandes, noix, etc.) enrobées de chocolat et de sucre, mais est particulièrement connue pour ses dragées (chocolat ou amande enrobé de sucre), qui figurent souvent dans les traditions et les célébrations chrétiennes et islamiques. La recette et la préparation de ses dragées datant de plus de 125 ans étaient toujours suivies jusqu'à la fermeture, en 2019. 
En 2012, Vanparys élargi sa gamme de confiseries en proposant une gamme gastronomique de noix, de fruits et de grains de café enrobés de chocolat, ainsi que toute une gamme de confiseries saisonnières telles que des œufs pralinés et des poussins fondants pour Pâques. 
La société était située à Evere (Bruxelles), et exportait dans de nombreux pays, notamment aux Pays-Bas, en France,  Luxembourg, Royaume-Uni, Allemagne, Pologne, Chine, Turquie, Tunisie, Japon et Portugal. 
Vanparys est déclarée en faillite en 2019. 

## Histoire

### 1889-1945: débuts
L'entreprise de confiserie Vanparys est créée en 1889 lorsque Félix Vanparys fonde une petite entreprise rue Ernest Allard, au cœur de Bruxelles. Elle est spécialisée dans la production de chocolat au sucre et d'amandes, les dragées. 
En 1922, Émile Vanparys (le neveu de Félix) prend la barre et déplace la chaîne de production en pleine expansion dans des locaux plus vastes à Bruxelles. Il améliore la technique de revêtement tout en rendant les confiseries plus accessibles en prix. De plus, lorsque les amandes devenaient rares en raison d'une mauvaise récolte en Europe, Emile a décidé de les remplacer par une pépite de chocolat en forme d'amande. Ce nouveau type de dragées, qui a fait ses preuves, a été copié par la concurrence et est depuis devenu plus populaire en Europe que les traditionnelles aux amandes. En 1935, l'entreprise Vanparys comptait 80 employés, mais au cours des années suivantes, la production faiblit en raison de la Seconde Guerre mondiale. 

### 1945-1998
Les progrès reprennent à la fin de la guerre. En 1945, Constant Vanparys reprend l'entreprise familiale et lorsque ses concurrents doivent cesser de produire des dragées en raison de conditions économiques difficiles, Vanparys recrute leur personnel hautement qualifié, réunissant sous un même toit les chocolatiers les plus compétents du marché. En 1957, la princesse Grace de Monaco opte pour les dragées de couleur jaune pour le baptême de sa fille, la princesse Caroline de Monaco, ce qui entraîna le passage à la mode des couleurs autres que le bleu, la rose et le blanc. À la suite de cette tendance, Vanparys élargit également sa gamme et introduit la même année vingt-cinq couleurs supplémentaires à la mode. 
En 1958, Vanparys obtint la médaille d'or pour ses chocolats enrobés de sucre à l'Exposition universelle de 1958 et le premier ruban bleu d'Intersuc, classé « Hors concours ». 
En 1985, la société invente ses perles d'argent. En 1989, elle remporte le prix du plus beau stand au prestigieux salon Chobisco-Versubel.

### Histoire moderne
En 1998, le confiseur belge André De Greef et ses deux fils prennent la barre de la société — les premiers à ne pas faire faire partie des membres de la famille Vanparys  —. Sous leur direction, une grande partie de l'usine, basée à Evere, une commune de Bruxelles, est rénovée afin de répondre aux normes de production de plus en plus strictes. Cette décision a également permis à l'entreprise de renforcer sa position sur le marché et d'élargir ses horizons commerciaux.  
En 2012, l'entrepreneur Thibaut van Hövell devient le nouveau propriétaire et PDG de Vanparys. Ses principales priorités incluent l'expansion du produit et du marché et le maintien de la qualité de la production.

## Qualité
Le chocolat Vanparys est une recette traditionnelle de chocolat belge à base d'un mélange de fèves de cacao de Côte d'Ivoire, sélectionnées et torréfiées selon des spécifications rigoureuses. Les chocolats sont ensuite préparés selon les critères de qualité les plus stricts : la sélection d'amandes de Sicile et de Californie, fruits secs et mélanges de chocolat choisis par le maître-chocolatier. Vanparys fabrique conformément aux normes SAC (AFSCA) et BRC, programmes de certification de la qualité et de la sécurité au niveau mondial. Ses processus sont régulièrement audités afin de s'assurer du respect des bonnes pratiques de fabrication et de produire des confections sûres qui répondent aux niveaux de qualité attendus par les clients. Les processus de production de Vanparys ont également une certification alimentaire halal répondant aux exigences des coutumes alimentaires de la charia islamique.

## Événements et récompenses
- 1958 :  
  - médaille d'or à l'Exposition universelle de 1958
  - premier ruban bleu à Intersuc.
- 1989 : prix du plus beau stand du salon Chobisco-Versubel.
- 2008 : Vanparys participe officiellement à l'événement consacré à la naissance d'un bébé éléphant au zoo d'Anvers et distribue ses dragées dans le zoo le jour de la naissance de l'éléphant.
- 2014 : « Prix iTQi Superior Taste 2014 », le seul label de qualité gustatif attribué par des leaders d'opinion gastronomiques et des boissons, chefs étoilés Michelin[7]

## Voir également
- Site officiel